# 王爷府镇
王爷府镇，是中华人民共和国内蒙古自治区赤峰市喀喇沁旗下辖的一个乡镇级行政单位。2019年被评为中国文化百强镇。

## 行政区划
王爷府镇下辖以下地区：
大庙村、王爷府村、希庄村、下瓦房村、杀虎营子村、喇嘛地村、兴隆村、黑山沟村、富裕沟村、白太沟村、银匠营子村、上瓦房村、大西沟门村、汤土沟村、大西沟村、庙沟村、四十家子村、宝石沟村、团结地村、哈拉海沟村、于家湾子村、罗家营子村、三家村和砬子沟村。